# Elisabeth Mooij
Elisabeth Mooij auch  Jkfr. Ghijben (getauft 20. April 1712 in Amsterdam; gestorben 17. Oktober 1759 ebenda) war eine niederländische Schauspielerin.

## Leben
Elisabeth Mooij wurde am 20. April 1712 in Amsterdam getauft. Sie war die das älteste Kind des Weinverkäufers Willem Mooij (ca. 1686–?) und Sara Ledeboer (ca. 1688–1725). Sie hatte einen Bruder, Willem (geb. 1713), und eine Schwester, Maria (geb. 1714). Als sie dreizehn Jahre alt war, starb ihre Mutter. Wann ihr Vater starb ist nicht bekannt, ihr wurden jedoch irgendwann zwei Vormunde zugewiesen, ein Onkel, Ernst Ledeboer, und Stephanus Ghijben, ein Bruder ihres zukünftigen Mannes. Sie heiratete am 28. Juni 1731 in Amsterdam den Austernverkäufer Robbert Ghijben (ca. 1702–nach Oktober 1762). Zwischen 1732 und 1738 hatte Elisabeth Mooij vier Kinder: Maria Elisabeth (1732), Cornelia (1733), Johannes (1736), der nach wenigen Monaten verstarb, und ein weiterer Johannes (1738). 1746 folgte ein Nachfolger, Jacobus, der kaum ein Jahr alt wurde.
Ab 1743 ist Elisabeth Mooij als Schauspielerin nachweisbar. Das erweckt den Anschein, sie hätte erst wenige Jahre nach der Geburt ihres vierten Kindes eine Bühnenkarriere begonnen. Sie wurde 1743 von der Stadsschouwburg Amsterdam für ein Gehalt von 400 Gulden pro Spielzeit engagiert. Diese Summe deutet jedoch darauf hin, dass sie zu dem Zeitpunkt keine Anfängerin war. Sie wurde nach dem Tod von Anna Maria de Bruin erste Schauspielerin der Stadsschouwburg und spielte im Jahr 1744 alle ersten Rollen, von jungen Premieren bis hin zu Königinnen. In diesem Jahr erhielt sie fünf Gulden pro Vorstellung, im folgenden Jahr bereits fünf Stuiver mehr. In den folgenden Jahren erhielt sie immer höhere Zulagen. So waren es 50 Gulden im Jahr 1746, 100 Gulden im Jahr 1751 und 200 Gulden im Jahr 1754. Dies zeigt, dass sie eine geschätzte Schauspielerin war.
Später in ihrer Karriere trat Elisabeth Mooij hauptsächlich in Rollen als Königinmutter auf, obwohl ihre Stimme laut Marten Corver dafür ungeeignet war. Seiner Meinung nach war eine ihrer besten Rollen die Phaedra in Racines gleichnamigem Stück. Er hatte sie am 17. April 1751 in dieser Rolle gesehen und sie hatte sich selbst übertroffen. Ab den 1750er Jahren sorgte sie dafür, dass auch ihre beiden Töchter am Amsterdamer Theater spielen konnten. Am 12. Mai 1752 unterzeichnete sie für sich und ihre Tochter Cornelia einen Vertrag für die kommende Saison, im Mai 1755 für sie beide und für Maria Elisabeth.

### Schmähgedicht
Zu der Zeit erschien ein mit „Castigatico“ signierter Schimpfvers auf einem gewissen Floris Bontekoning. Ihm wird vorgeworfen, das Bett mit Mooij, „dieser alten Schouwburg-Katze“, hundert Mal, verunstaltet zu haben und ihre jüngere Tochter entjungfert zu haben. Es ist unklar, ob das wahr ist, aber es gab Anlass zu Gerüchten. Das Gedicht richtete sich wahrscheinlich hauptsächlich gegen Bontekoning, und auch Elisabeth Mooij und ihre Tochter Cornelia  waren die Opfer dieses Gedichts.
Ihr wurde ein großes Talent für intensive, emotionale Rollen zugesprochen. Für die schüchternen Rollen wurde sie für nicht so geeignet gehalten. Sie starb überraschend in der Nacht des 17. Oktober 1759. Eine Woche später, am 24. Oktober, wurde Elisabeth Mooij in der Westerkerk außerhalb des Leidse Poort beigesetzt. Nach ihrem Tod wurden mehrere Trauerverse veröffentlicht. Einer von ihnen, signiert „Aus Liebe zur Kunst“, enthält einen Angriff auf den Anonymen, „der immer Verleumdung sang und die unvergängliche Ehre / Zerstörte diese Frau“.
Im Jahr 1784 tauchte in einem anonymen Klatschbuch dieses Schmähgedicht erneut auf. Dort wird Elisabeth Mooij als eine Frau dargestellt, die „um einiges weniger tugendhaft war als ihr Mann“, eine degenerierte Mutter, die ihre fünfzehnjährige Tochter Cornelia gegen Bezahlung von Bontekoning ausnutzen ließ. Von dem Geld hätte sie einen Laden gegründet, in dem sie Austern und Hummer verkauft habe. Solche Geschichten sind aufgrund ihres Kontextes schwer zu überprüfen und unzuverlässig, obwohl sie meist Elemente der Wahrheit enthalten. So schwankte ihr Ruf aufgrund dieser Schmähung zwischen Ausschweifung und Unmoral einerseits und dem eines großen Theatertalents andererseits.